# 零時 (ドイツ史)
ドイツ史における零時 （ドイツ語: Stunde Null、れいじ、ぜろじ、シュトゥンデ・ヌル）は、1945年5月8日のドイツ国防軍の無条件降伏によってナチス・ドイツ体制が崩壊し、ドイツにおける第二次世界大戦が終了し、戦後史が始まったことを指す言葉。

## 概要
1945年5月7日中央ヨーロッパ時間午前1時41分（英国夏時間午前2時41分）、ランスにあった連合国遠征軍最高司令部において、連合国軍司令官ドワイト・D・アイゼンハワー元帥とドイツ国防軍最高司令部作戦部長アルフレート・ヨードル大将は無条件降伏文書に調印した。文書での停戦発効時間は中央ヨーロッパ時間で5月8日23時01分となっていた。
ナチス体制の崩壊後、ドイツを占領した連合国軍によって、5月8日が「国際解放日」とされ、占領下のドイツにおいては毎年式典が行われた。しかしこの式典は共産主義色の強いものとして好まれず、ドイツ連邦共和国（西ドイツ）においては成立後まもなく廃止された。西ドイツにおいては当初5月8日を忘却しようという傾向が強く、政治が関与する式典はほとんど行われなかった。一方でこの日を再建のはじまり、復帰の日として定義する動きもあり、ドイツ連邦共和国基本法（憲法）の制定日が5月8日となっているのもそうした動きである。ドイツ民主共和国（東ドイツ）においては1966年まで5月8日が「解放記念日」となっていたが、1967年に5月9日を「勝利記念日」とした。これはソビエト連邦の戦勝記念日が5月9日であることに対して配慮したものである。
1975年、連邦大統領ヴァルター・シェールは終戦をナチズムからの解放であると定義し、これはリヒャルト・フォン・ヴァイツゼッカーにも受け継がれ、国際的に広い反響を受けた。2006年にアレンスバッハ世論調査研究所が行った「第二次世界大戦の終結は主にどのようなテーマを連想させるか」」という調査によると、最も多かったのが「再建の始まり」（74％）であった。続いて「瓦礫」（69％）、「強制収容所の解放」（63％）、「ナチス支配からの解放」（60％）、「ナチス独裁の終了」（59％）、「空襲の終了」（59％）と続き、「終戦」を「敗戦」とみなす見方は多くない。戦後ドイツでは「終戦」を戦争の敗北よりも解放、さらにそれよりも戦後の再出発とする認識が強く、5月8日の降伏を「零時」と表現する傾向が強い。
ドイツ連邦共和国においては記念日を制定する権限は連邦政府にはなく、各州において行われる。また戦没者の追悼については11月の「国民哀悼の日」が主に強調されている。またドイツの各政府によって国旗が町中に掲げられるのは5月8日ではなく7月20日の抵抗記念日である（7月20日事件）。